# Péter Bernek
Dans le nom hongrois Bernek Péter, le nom de famille précède le prénom, mais cet article utilise l’ordre habituel en français Péter Bernek, où le prénom précède le nom.
Péter Bernek, né le 13 avril 1992 à Budapest, est un nageur hongrois.

## Biographie
Il obtient trois médailles lors des Championnats d'Europe à Debrecen en 2012, celle d'argent sur 200 mètres dos, et de bronze sur 4 × 200 m nage libre et 4 × 100 m quatre nages.
Il a participé aux Jeux olympiques de Londres 2012.

## Palmarès

### Championnats du monde

#### Petit bassin
- Championnats du monde 2014 à Doha (Qatar) :
  -  médaille d'or sur 400 m nage libre.
- Championnats du monde 2016 à Windsor (Canada) :
  -  médaille de bronze sur 400 m nage libre.

### Championnats d'Europe

#### Grand bassin
- Championnats d'Europe 2012 à Debrecen (Hongrie) :
  -  médaille d'argent sur 200 m dos.
  -  médaille de bronze du relais 4 × 200 m nage libre.
  -  médaille de bronze du relais 4 × 100 m 4 nages.

- Championnats d'Europe 2016 à Londres (Royaume-Uni) :
  -  médaille de bronze sur 400 m nage libre.

#### Petit bassin
- Championnats d'Europe 2011 à Szczecin (Pologne) :
  -  médaille de bronze sur 200 m dos.
- Championnats d'Europe 2012 à Chartres (France) :
  -  médaille d'argent sur 200 m dos.
- Championnats d'Europe 2013 à Herning (Danemark) :
  -  médaille d'argent sur 200 m dos.
- Championnats d'Europe 2015 à Netanya (Israël) :
  -  médaille d'or sur 400 m nage libre.